# Hildebrandtia austinii
Espèce
Synonymes
- Dactylostigma linearifolia D.F.Austin[1]

Hildebrandtia austinii est une espèce de plantes de la famille des Convolvulaceae, endémique de Madagascar.

## Description
L’espèce est dioïque avec des pieds femelles portant des fleurs pistillées, et des pieds mâles portant des fleurs staminées.

## Étymologie
L’épithète spécifique austini rend hommage au botaniste Daniel Frank Austin qui a initialement décrit l’espèce sous le nom Dactylostigma linearifolia.

## Taxinomie
Hildebrandtia austinii a pour synonyme :
- Dactylostigma linearifolia D.F.Austin (synonyme remplacé[1]

L’espèce a été initialement décrite sous le nom de Dactylostigma linearifolia par Daniel Frank Austin en 1973. George Staples la transfère en 1990 dans le genre Hildebrandtia, mais il existe une autre espèce du nom de Hildebrandtia linearifolia, donc l’épithète linearifolia est pré-occupé, ce qui oblige à changer la nouvelle combinaison, et Dactylostigma linearifolia est un synonyme remplacé.

## Répartition
Hildebrandtia austinii est endémique de Madagascar.